# Tiella
La tièlla è una specialità gastronomica diffusa, con notevoli varianti, in molte regioni d'Italia.
Il termine tièlla  deriva dal latino tegella ed è presente con varianti in molti dialetti (modenese tigella, pugliese tièdd', laziale e campano tiella, abruzzese tijella) per indicare un contenitore, una sorta di pentola dotata di coperchio e per metonimia è passato ad indicare varie pietanze che tradizionalmente venivano cotte in forno.
In alcune regioni la tiella consiste in una sorta di focaccia dalle piccole dimensioni, generalmente farcita prima della cottura, anche utilizzata come pane, quando priva di farciture; in altre consiste di ingredienti disposti a strati nella pentola, senza la sfoglia di farina ed acqua.  
Alla famiglia delle tielle appartengono la tigella o crescentina modenese, la tiella di Gaeta e la tiella barese.